# 세 부스카 운 옴브레
《세 부스카 운 옴브레》(스페인어: Se busca un hombre)은 2007년 방영된 멕시코의 텔레노벨라이다.